# Alta montaña

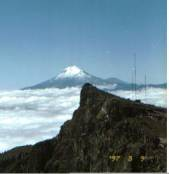
Citlaltépetl visto desde la cima del Nauhcampatépetl.

La alta montaña es un terreno montañoso, relativamente elevado pero de altitud no especificada, que tiene condiciones geográficas particulares de nieve, hielo, clima, de radiación ultravioleta, temperatura, oxígeno, etc., donde existen riesgos para la salud del ser humano al exponerse a estas, como el mal de montaña. Se relaciona con la práctica del montañismo. 

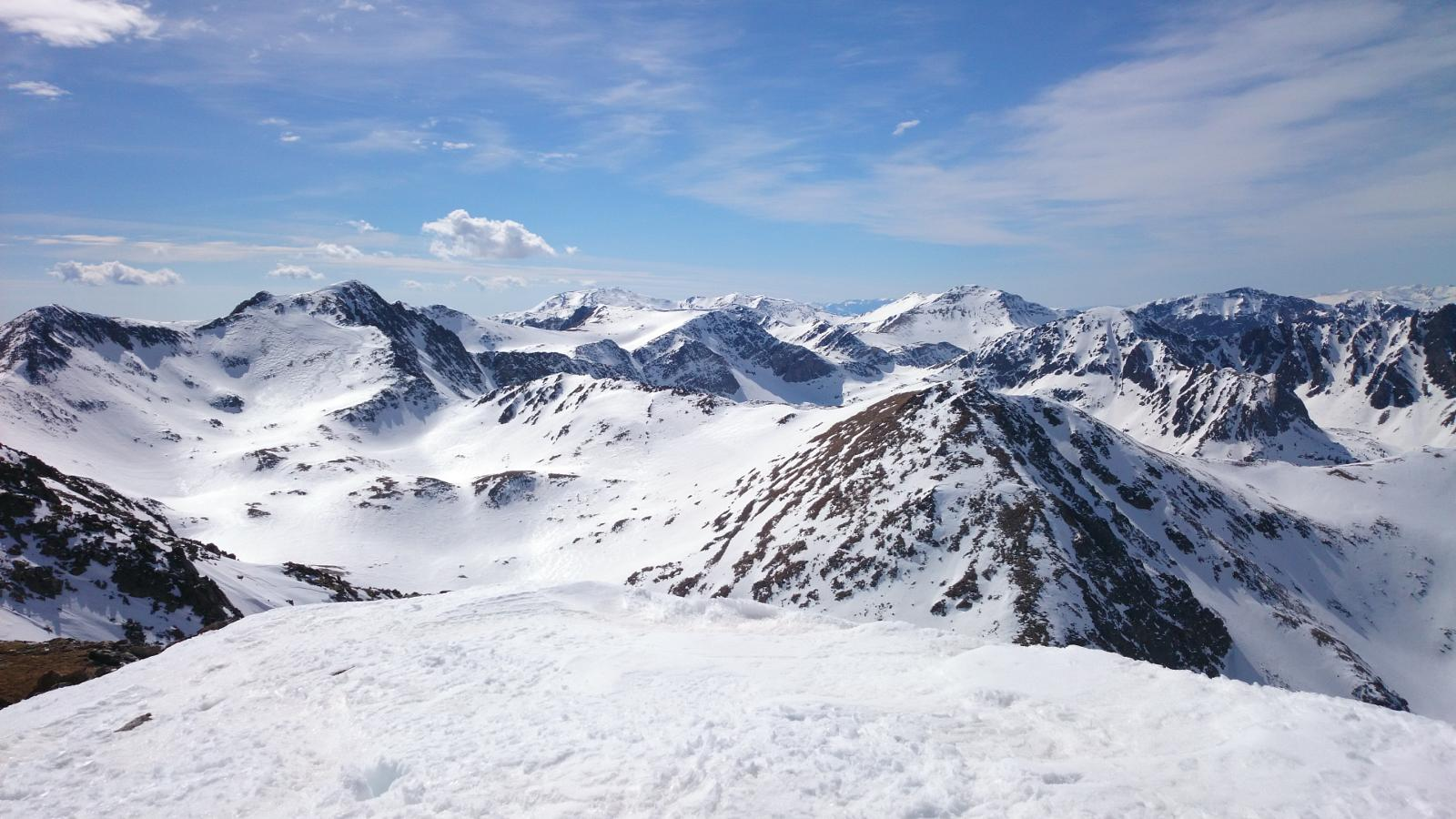
Pirineos catalanes a una altitud de más de 2500 m s. n. m.

Climas: Las temperaturas son muy frías y las precipitaciones abundantes, casi siempre en forma de nieve en invierno.
Respecto a la actividad deportiva en la alta montaña, las técnicas, las capacidades y las actividades mismas requeridas son bien especificas de lugares montañosos elevados como: terrenos rocosos, arenosos, nevados o con hielo además de las condiciones atmosféricas particulares como la baja densidad del aire, la temperatura y la presión atmosférica, todas las cuales disminuyen con la altura (altitud). Por lo anterior, y por extensión, comúnmente se utiliza el término "alta montaña" para describir la actividad de ascender montañas con las características descritas y su consecuente descenso.
El término alta montaña depende para su aplicación, entre otros factores de la latitud, es por esto que el término no es estricto. En España, por ejemplo, se considera alta montaña a partir de unos 2500 metros en el sur y de unos 2000 metros en el norte. En México, cuya meseta central tiene una latitud aproximada de 19° N, se acepta que alta montaña es a partir de los 4000 m s. n. m., donde es característica la nieve y el hielo, así como la ausencia de vegetación o vegetación muy específica como el zacate (pasto) de alta montaña. En países con climas más frescos la cota mínima de alta montaña es bastante más baja
En la Patagonia andina, la zona de alta montaña va disminuyendo su altura. En el norte patagónico (zona de Bariloche), el límite de vegetación se encuentra a los 1700 m s. n. m. (aprox.), y en Tierra del Fuego (56° lat sur) este límite se halla a los 650 m s. n. m.

## Clima
A partir del límite arbóreo las condiciones climáticas se hacen aún más duras, ya que la radiación solar es más elevada y existe un grado de humedad muy bajo en el aire
```
Las 
temperaturas
 son extremas y se dan fuertes 
vientos
 y 
lluvias
, precipitaciones en invierno en forma de 
nieve
 y de 
hielo
 e, incluso, desciende la temperatura a una decena de grados bajo cero. Estas condiciones hacen que se establezca en esta zona una formación vegetal abierta del tipo 
matorral
.
```

### Flora y fauna
La flora que se encuentra en la alta montaña muestra un aspecto almohadillado, unas largas raíces y unas hojas pequeñas y pilosas que les permiten subsistir en este medio tan adverso, como por ejemplo la hierba pajonera, que resiste muy bien los cambios de temperatura y los vientos de la alta montaña.

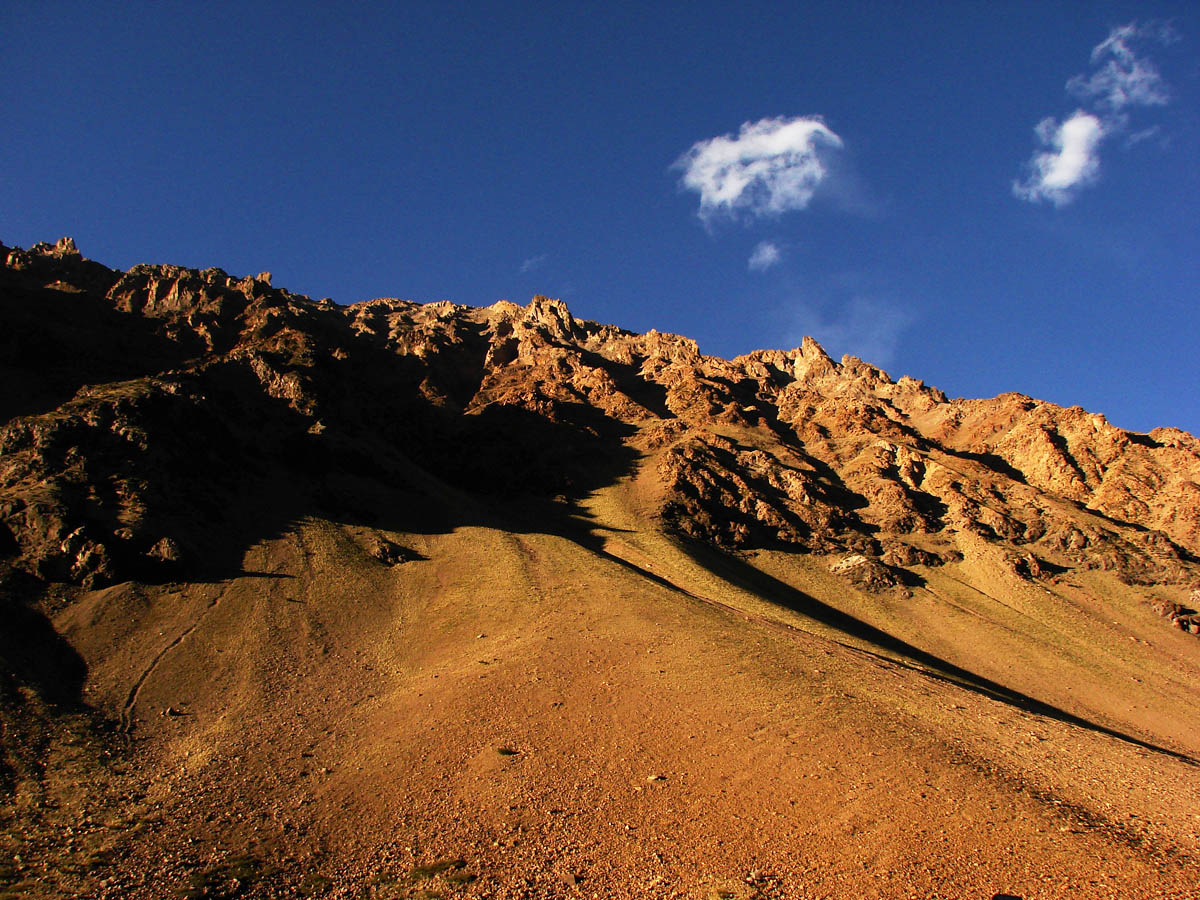
Cerro Mario Ardito, Mendoza, Argentina.

En la flora de la zona predominan dos leguminosas por su abundancia: la Retama blanca, que llena de aromas la montaña en primavera, y el Codeso en la cumbre. También se dan otros endemismos cuya portentosa floración engalana las cumbres de Tenerife y La Palma en los meses primaverales. Dentro de estos últimos endemismos destaca la violeta del Teide (Viola cheiranthifolia), que es una rara y bella flor que crece en la piedra pómez hasta más de 3500 m s. n. m.
La fauna de alta montaña se ve condicionada por factores climatológicos. Es significativa la presencia de invertebrados, presentando numerosos endemismos, donde son abundantes los escarabajos, las moscas, las chinches, las mariposas, etc. Por el contrario, los vertebrados no abundan, y están principalmente representados por los reptiles, unas pocas aves nidificantes y algunos murciélagos, cabras y buitres, y se caracteriza por unos inviernos fríos y largos con 'temperaturas negativas, y unos veranos frescos y cortos. Tiene una oscilación térmica de 10,5 °C. Las precipitaciones son muy escasas, en forma de lluvia en primavera y verano, y de nieve en invierno y otoño en zonas templadas.